# Гімнастика на літніх Олімпійських іграх 1972
Змагання з гімнастики на літніх Олімпійських іграх 1972 в Мюнхені тривали з 27 серпня до 1 вересня в Олімпійській залі. Розіграно 14 комплектів нагород у спортивній гімнастиці (8 серед чоловіків і 6 серед жінок).

## Медальний залік

### Чоловіки
| Дисципліни         | Золото                                                                                               | Срібло | Бронза                                                                                      |
| ------------------ | --- | --- | ------------------------------------------------------------------------------------------- |
| Абсолютна першість | Савао Като (JPN)                                                                                     | Ейдзо Кеммоцу (JPN)                                                                                          | Акінорі Накаяма (JPN)                                                                       |
| Командна першість  | Японія (JPN) Шіґеру Касамацу Савао Като Ейдзо Кеммоцу Акінорі Накаяма Теруїчі Окамура Міцуо Цукахара | СРСР (URS) Микола Андріанов Віктор Клименко Олександр Малєєв Едуард Мікаелян Володимир Щукін Михайло Воронін | НДР (GDR) Маттіас Бреме Вольфґанґ Клоц Клаус Кесте Юрґен Пеке Райнгард Ріхлі Вольфґанґ Тюне |
| Вільні вправи      | Микола Андріанов (URS)                                                                               | Акінорі Накаяма (JPN)                                                                                        | Шіґеру Касамацу (JPN)                                                                       |
| Перекладина        | Міцуо Цукахара (JPN)                                                                                 | Савао Като (JPN)                                                                                             | Шіґеру Касамацу (JPN)                                                                       |
| Паралельні бруси   | Савао Като (JPN)                                                                                     | Шіґеру Касамацу (JPN)                                                                                        | Ейдзо Кеммоцу (JPN)                                                                         |
| Кінь               | Віктор Клименко (URS)                                                                                | Савао Като (JPN)                                                                                             | Ейдзо Кеммоцу (JPN)                                                                         |
| Кільця             | Акінорі Накаяма (JPN)                                                                                | Михайло Воронін (URS)                                                                                        | Міцуо Цукахара (JPN)                                                                        |
| Опорний стрибок    | Клаус Кесте (GDR)                                                                                    | Віктор Клименко (URS)                                                                                        | Микола Андріанов (URS)                                                                      |

### Жінки
| Дисципліни         | Золото                                                                                              | Срібло                                                                                        | Бронза                                                                                        |
| ------------------ | --------------------------------------------------------------------------------------------------- | --------------------------------------------------------------------------------------------- | --------------------------------------------------------------------------------------------- |
| Абсолютна першість | Людмила Турищева (URS)                                                                              | Карін Янц (GDR)                                                                               | Тамара Лазакович (URS)                                                                        |
| Командна першість  | СРСР (URS) Любов Бурда Ольга Корбут Антоніна Кошель Тамара Лазакович Ельвіра Сааді Людмила Турищева | НДР (GDR) Ірене Абель Ангеліка Хельман Карін Янц Ріхарда Шмайсер Крістіне Шмітт Еріка Цухольд | Угорщина (HUN) Ілона Бекеші Моніка Часар Марта Келемен Аніко Кері Крістіна Медвецкі Жужа Надь |
| Колода             | Ольга Корбут (URS)                                                                                  | Тамара Лазакович (URS)                                                                        | Карін Янц (GDR)                                                                               |
| Вільні вправи      | Ольга Корбут (URS)                                                                                  | Людмила Турищева (URS)                                                                        | Тамара Лазакович (URS)                                                                        |
| Різновисокі бруси  | Карін Янц (GDR)                                                                                     | Ольга Корбут (URS) Еріка Цухольд (GDR)                                                        | Не нагороджували                                                                              |
| Опорний стрибок    | Карін Янц (GDR)                                                                                     | Еріка Цухольд (GDR)                                                                           | Людмила Турищева (URS)                                                                        |

## Таблиця медалей
| Місце              | Країна             | Золото | Срібло | Бронза | Загалом |
| ------------------ | ------------------ | ------ | ------ | ------ | ------- |
| 1                  | СРСР (URS)         | 6      | 6      | 4      | 16      |
| 2                  | Японія (JPN)       | 5      | 5      | 6      | 16      |
| 3                  | НДР (GDR)          | 3      | 4      | 2      | 9       |
| 4                  | Угорщина (HUN)     | 0      | 0      | 1      | 1       |
| Загалом (4 збірні) | Загалом (4 збірні) | 14     | 15     | 13     | 42      |